# KSP-76

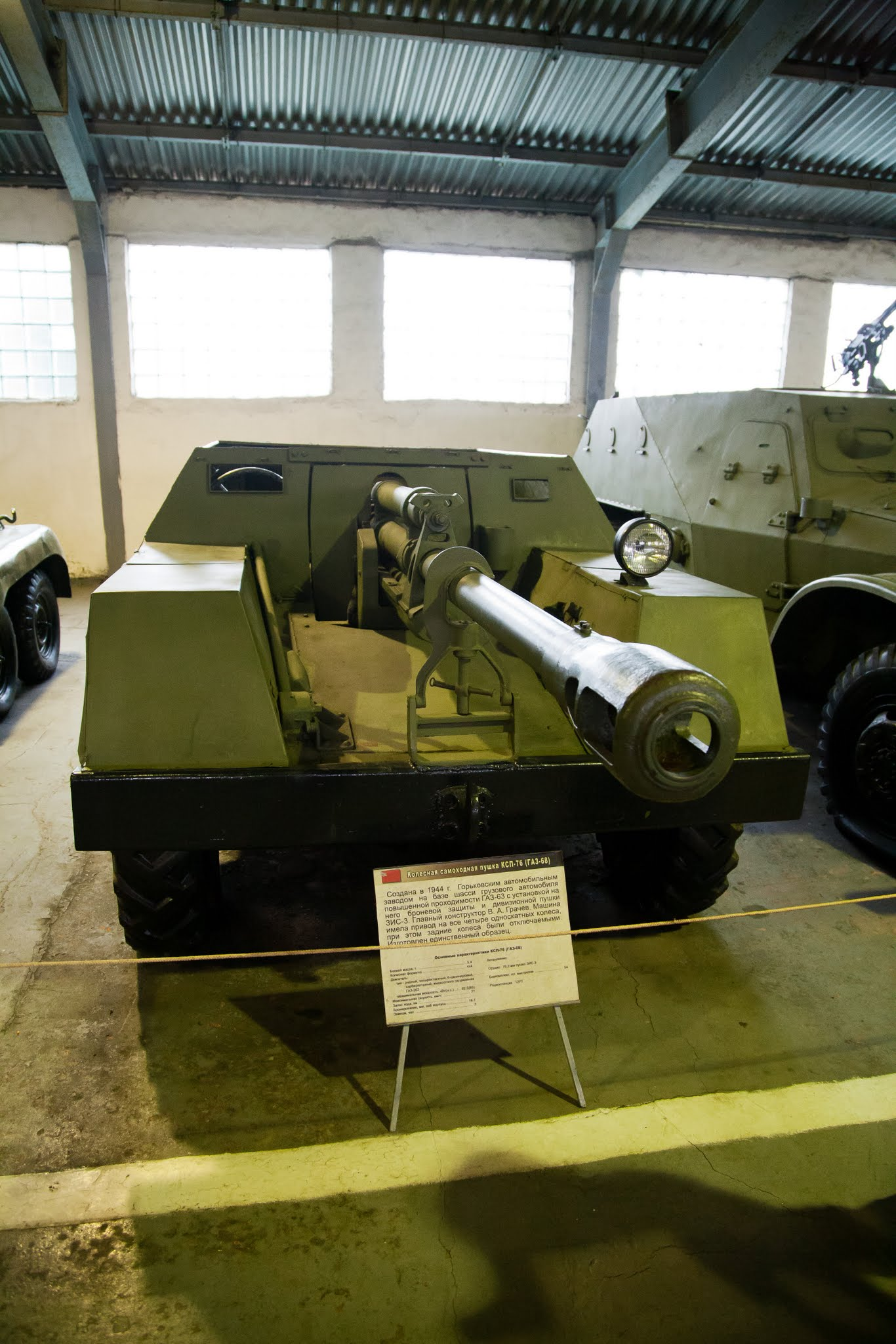
库宾卡坦克博物馆中的 KSP-76

KSP-76是一种苏联轮式突击炮，于 1943 年开始开发。 它在轻型轮式底盘上安装了一门76 毫米 M1942 (ZiS-3)炮，意在为侦察和空降部队提供火力支援。 但是轻型底盘被证明无法承受这门主炮的反复射击，所以这个项目也就只停留在原型阶段。 

## 描述
KSP-76 有 3 名车组，分别是车长/炮手、炮手/装填手和驾驶员。 车体大致分为三部分。 主炮安装在前部，战斗室位于中间，发动机后置。 容量为 140 升的油箱放置在发动机的左侧。主炮备弹共 54 发。 

## 历史
在库尔斯克突出部战役结束后不久，高尔基汽车厂的设计者提议开发一种新型的自行火炮。该项目的设计者设想的这种装备有着比现役SU-76更好的机动性，并且可以全面取代它。为了确保高速和机动性，有人提议在轮式底盘上而不是履带上建造这种自行火炮。 1943 年 8 月，GAZ（高尔基汽车厂） 的主要设计师VA Grachev（Грачёв Виталий Андреевич）提出了用 76 毫米火炮制造轮式自行火炮的倡议。他得到了设计局和工厂管理层的支持。拟议的概念引起了军方的兴趣，并且批准中型机械工业部和红军主要装甲司令部开始开发该项目。
同年的10 月 43 日这个项目便开始了，并获得了“изделие 68-SU”（意为：产品68号自行火炮）的称号。不久之后，该项目更名为 GAZ-68。因为这个项目的各项技术都较为成熟，所以工作进展得非常快。早在 1943 年 12 月，GAZ就组装了一个轮式底盘自行火炮的木制模型。 43 年 12 月中旬，GAZ 设计师将设计文档发送给 GBTU（坦克兵总局）。在执行了总局提出的一些改进后，该项目获得了批准。 并于1944 年 2 月 7 日获得了建造 GAZ-68 原型车的许可。值得注意的是，此时文件中出现了另一种自行火炮的名称——KSP-76（意为：带76毫米炮的轮式自行火炮）。
不等设计工作完成，设计局就开始将新项目的文件移交到工厂车间。正因如此，第一辆KSP-76的车体生产在4月初完成，大约一个月后，原型机离开了总装车间。
为了缩短KSP-76的开发时间，所以他们选择了 GAZ-63 卡车的全轮驱动底盘，该底盘在战前创建，但从未投入批量生产。这辆 4x4 卡车的设计始于 1938 年春天，并于39 年 3 月制造了两辆原型车。随后，GAZ开始对卡车进行测试和改进，但战争的爆发导致大部分的项目都放缓或暂停。
GAZ-63 项目一直到 1943 年才被人们想起了。具体要把这个项目挖出来主要是与新的轮式自行火炮有关，并且也因为军队和国民经济需要新型全轮驱动卡车。在 43 年的秋天，甚至制造了该机器的新原型，修改了驾驶室和一些设计方面的细节，底盘保持不变。
正如 VA Grachev 和他的员工所设想的那样，使用现有技术确实可以加速 KSP-76 的开发，并方便了量产与维护。
由于KSP-76的底盘是卡车，GAZ 的 Yu.N. Sorochkin 和 AN Kirillov 不得不新设计车辆的装甲防护，旨在保护车组和机器零部件免受子弹和炮弹碎片的伤害。车体形状复杂，由不同厚度的装甲板焊接而成。车体正面最初是 10 毫米厚，后来这个参数增加到 16 毫米。侧面和底部的厚度分别为 7 和 4 毫米，顶部的发动机舱覆盖有 5 毫米的薄板。在车体前面的轮拱之间，空出了安装主炮的地方。主炮后面便是是没封顶的战斗室。车体的尾部有个小斜面。由于采用了几种有趣的布局方案，所以KSP-76自行火炮的装甲具有可接受的防护水平，但重量没有超过1140公斤。
一门 76 毫米 ZiS-3 主炮位于车体的前部。最初将主炮放置在轮拱之间，旨在降低整车辆的投影面积，以提高行进过程中的生存能力和主炮稳定性。主炮的最大射界只有车体前方扇形 37° ，高低机为 -3° 至 +15°。
安装在轮式车辆上后，ZiS-3 炮的特性几乎保持不变。垂直射界的限制导致最大射程有一定的减少，并且射速被限制在每分钟8发。在战斗室中储备有 58 枚 76 毫米的定装式炮弹。 41发放置在车体的后部，17发待发弹就存放在主炮的右侧。
在战斗室内，主炮的右侧是驾驶舱。主炮的左侧是观瞄和炮手的位置。由于是三人车族，所以炮手还担任车长和无线电操作员。炮手身后还有一个折叠式座椅。为了观测战场环境，机组人员都配备了观瞄。作为车组自卫的附加武器，还提供了两挺带 12 个弹匣（852 发）的 PPSh 冲锋枪。
发动机传动系统位于车体后部。 整辆车由一台 GAZ-202 发动机驱动，功率为 85 马力。 在发动机和传动装置的左侧，放置了一个 140 升的绝缘油箱，同时还能储存弹药。为了冷却发动机，在后板中提供了一个散热器格栅。驾驶员操控的五速手动变速箱与发动机配对。扭矩从变速箱通过一个分动箱和三个驱动轴传输到两个驱动桥。轴和变速箱位于沿着车身延伸的传动驱动前轴。原型车的车轮都具有防弹能力，为了改善越野地形，轮胎上还附有凸耳。
1944 年春天， GAZ-68 / KSP-76 的原型车出厂，展示了应用布局解决方案的优势。该自行火炮全长（带炮）6.35 米，宽2.05 米，高度仅为1.55 米，战斗全重5430公斤。对比火力相近的SU-76要低70厘米，虽然降低了车体正面投影面积，但在一定程度上限制了战斗能力。
1944 年春末，工厂开始对新型自行火炮进行测试。在高速公路上，车辆最高加速到77公里/小时。由于使用了轮式底盘，KSP-76 与履带式 SU-76 及其同时开发的简化版本 OSU-76 相比具有多项优势。轮式车辆在高速公路上速度更快，更安静。当然，在在崎岖地形上行驶时还是比不过履带的。
测试的第一阶段伴随着许多故障和问题。未完成的前轴、变速箱和传动轴都经常出现故障。此外，有人指出，自行火炮的战斗室太小，不太方便乘员操作。中秋时分，在GAZ完成了工厂测试之后，GAZ-68/KSP-76便转移到库宾卡的试验场。值得注意的是，从高尔基到库宾卡的一路，包括高速公路结冰路段，这辆车都能开到60公里/小时的平均速度。
1944 年 12 月 17 日至 24 日进行的测试报告指出了 KSP-76 自行火炮的车体设计与相关的优势。然而，正如在测试中发现的那样，车辆只能在完全停下时射击，在运动中射击时，精度会急剧下降。
测试委员会建议纠正其余的小设计缺陷，此后，如果炮兵总局做出决定，GAZ-68 / KSP-76 自行火炮则可以进行军事测试。但是，最终还是没有采用轮式自行火炮。 原因主要有以下几点，1944年，与KSP-76同时研制的OSU-76在战斗全重和越野能力方面都具有优势。此外， KSP-76 的实战价值也遭到了怀疑。最后一点就是，这辆自行火炮的前景受到 GAZ-63 卡车的影响。这辆卡车虽然在战前进行了测试，但并未批量生产，也就是说在其开始量产时可能会遇到严重困难。
在没有前景的情况下，GAZ-68 / KSP-76 项目在测试完成后立即被喊停。这辆自行火炮的唯一一辆原型车现在还留在库宾卡。现在是库宾卡坦克博物馆的展品。 